# ふるチン
ふるチンは、TBSラジオで放送されていたラジオ番組。2006年4月から2007年3月31日にかけて放送された。

## 番組概要
番組タイトルは古田新太のあだ名より。毎週アクの強い人をゲストに迎えるトーク番組であった。2003年10月から2005年3月にかけて放送された『金曜バツラジ』や2005年10月から2006年3月にかけて放送された『月曜ブジオ!古田新太ヒューマンドキュメント私の場合』のコンセプトを踏襲していた。

## 出演者
- 古田新太（俳優）
- 安東弘樹（TBSアナウンサー）

### ゲスト
- チョコボール向井（AV男優）

## 放送時間
- 毎週土曜日 25:00 - 26:00

## テーマソング
- オープニング
  - Fever（Jingo）
- エンディング
  - Okuzua（Orchestra Lissanga）